# Tabanus atripunctatus
Tabanus atripunctatus är en tvåvingeart som beskrevs av Schuurmans Stekhoven 1926. Tabanus atripunctatus ingår i släktet Tabanus och familjen bromsar. Inga underarter finns listade i Catalogue of Life.